# Christian Péchenard
Pour les articles homonymes, voir Péchenard.
Christian Péchenard, né le 29 juin 1930 à Paris et mort le 29 août 1996 à Montpellier, fut avocat à la cour, romancier et biographe de Marcel Proust. 
Dans un portrait consacré à son fils, Frédéric Péchenard, dans Libération on apprend que Christian Péchenard est  : « un grand avocat d'affaires parisien, « gaulliste de la décolonisation et biographe de Proust ». Il partage cette passion pour Proust avec l'écrivain Matthieu Galey.

## Sur Proust
L'ouvrage Proust et son père prend le contre-pied de l'idée répandue selon laquelle les relations étroites et complexes de Marcel avec  Jeanne Weil ont placé l'image de la mère au centre de la vie et de l’œuvre du romancier, jusqu'à instituer l'épisode du baiser vespéral en scène capitale, jusqu'à faire de l'auteur un « fils à maman ». Christian Péchenard réhabilite le ponte bonhomme que fut le professeur Adrien Proust et s'emploie à détruire la légende de l'indifférence et de l'incompréhension mutuelles entre le père et le fils. 
Dans Proust et Céleste, qui dépeint les relations entre Marcel Proust et sa bonne dix ans durant Céleste, on apprend que Marcel Proust utilisait 27 (vingt-sept) serviettes pour sa toilette du matin ».

## Prix littéraires
- Prix de la critique de l’Académie française en 1996 pour ses Ouvrages sur Marcel Proust[4].